# 나고야 화물 터미널역
나고야 화물 터미널 역(일본어: 名古屋貨物ターミナル駅, なごやかもつターミナルえき)은 일본 아이치현 나고야시 나카가와구에 위치한 일본화물철도(JR 화물)의 역이다.
영업 킬로상으로는 나고야 임해 고속 철도 니시나고야코 선(아오나미 선) 아라코 역 ~ 미나미아라코 역 사이에 있는 역이지만, 선로 등의 시설이 고모토 역 - 나카지마역 구간으로 퍼진다.

## 역사
- 1980년 10월 1일: 국철 도카이도 본선 화물 지선(통칭: 니시나고야코 선) 역으로서 개업. 당시에는 사사시마 역 ~ 니시나고야코 역 사이의 중간역이었음.
- 1987년 4월 1일: 일본 철도 민영화로 JR 화물이 계승됨.
- 1995년 3월 6일: 카랙 시스템을 사용한 니가타 화물 터미널 역으로 자동차 수송 개시.
- 1997년 3월 6일: 요나고역으로 자동차 수송 개시.
- 1998년 3월 30일: 나고야 ~ 당역간 전철화됨.
- 2001년 3월 31일: 당역 이남의 니시나고야코 선 폐지.
- 2004년 10월 6일: 화물 지선인 니시나고야코 선이 나고야 임해 고속 철도의 여객선(통칭: 아오나미 선)으로 여객 영업 개시.

## 역 구조
역의 북단은 니시나고야코 선 고모토 역 ~ 아라코 역 사이에 위치하고 본선에서 3개의 착발선이 분기하고 있다. 착발선의 남단에 컨테이너 플랫폼이 있다. 4면의 컨테이너 플랫폼과 6개의 컨테이너 하역선 10개의 분개선, 3개의 유치선을 가진다. 일본에서 몇 되지 않는 고가역의 화물역에서 고가 밑은 창고로 이용되고 있다. 아오나미 선 나카지마 역 바로 옆의 고가 위에 3층의 역사가 있고, 역사 내에 영업 창구의 JR 화물 나고야 영업 지점이 위치하고 있다.
트럭 등이 플랫폼의 북단의 더 북쪽(미나미아라코 역 부근)과 플랫폼 남단의 2곳에 있다. 남단의 것은 국도 제1호선과 직결된다.
착발선과 하역선의 일부는 전화되어 있지만 대부분의 측선은 비전화이다. 그래서, 구내의 입환 작업용으로 나고야 임해 철도의 디젤 기관차가 상주하고 있다.

## 취급 화물
- 컨테이너 화물
  - 12ft 컨테이너, 20 ft・30ft대형 컨테이너, 20 ft・40 ft ISO규격 해상 컨테이너를 취급한다. 카랙 컨테이너에 의한 자동차 수송이 니가타 화물 터미널 역과 요나고역으로 향해서 행해진다.
- 임시 차급 화물
- 산업 폐기물・특별 관리 산업 폐기물의 취급 허가를 얻고 있다.

## 역 주변
역전 로터리에는 아라코 출신의 전국 무장 마에다 도시이에의 첫 출전의 기마상이 설치되어 있다. 본 역과 히가시야마 선 다카바타를 중심으로 한 지역에 나카가와 구의 공공 행정 기관이 집중되어 있다.
- 나고야 임해 고속 철도 나카지마역
- 나고야 시립 공업 고등학교
- 슈퍼 점보(역 고가 도로 밑을 이용)
- 주부 강판 공장
- 국도 제1호선

## 인접역
| 나고야 임해 고속 철도 ■ 니시나고야코 선 (아오나미 선) | 나고야 임해 고속 철도 ■ 니시나고야코 선 (아오나미 선) | 나고야 임해 고속 철도 ■ 니시나고야코 선 (아오나미 선) |
| ----------------------------------------------------- | ----------------------------------------------------- | ----------------------------------------------------- |
| AN04 아라코 나고야 방면                               |                                                       | 미나미아라코 AN05 긴조후토 방면                       |